# آخرین پروسکو
آخرین پروسکو (انگلیسی: The Last Prosecco) با نامِ اصلیِ تا زمانی که شراب پروسکو هست، امید هست (ایتالیایی: Finché c'è prosecco c'è speranza) یک فیلم کمدی جالو به کارگردانی آنتونیو پادوان است که در سال ۲۰۱۷ میلادی منتشر شد.

## بازیگران
- جوزپه باتیستون
- لیز سولاری
- روبرتو چیتران
- بابک کریمی
- راده شربجیا
- سیلویا دامیکو
- میرکو آرتوزو
- پائولو چونی
- دیگو پاگوتا
- ویتالیانو ترویزان
- تکو چلیو
- جیزلا بوریاتو